# Kiveli Dörken

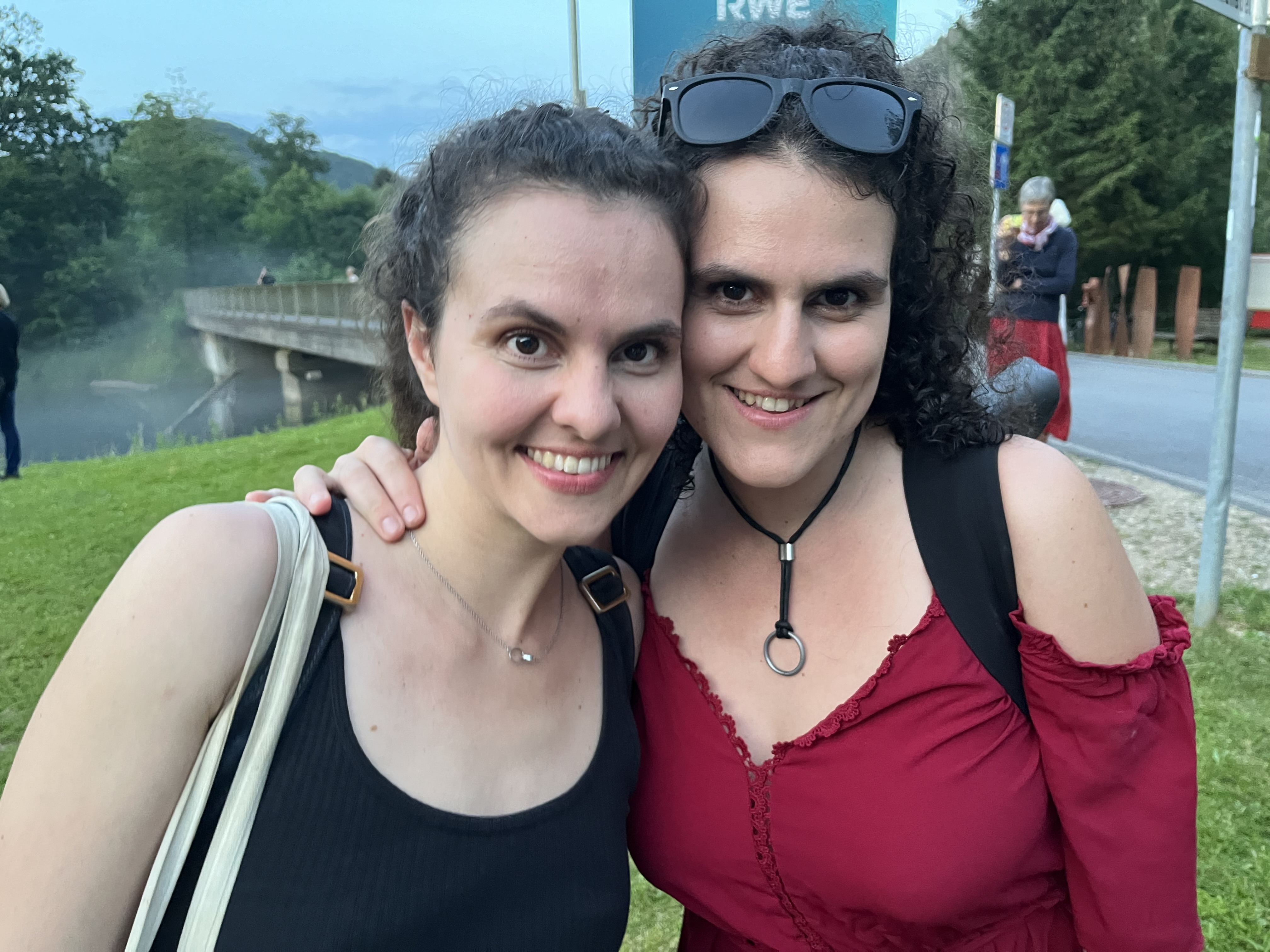
Kiveli Dörken und ihre Schwester Danae (links). Festival Spannungen. Heimbach 27. Juni 2024

Kiveli Dörken (* 17. Juli 1995 in Düsseldorf) ist eine deutsch-griechische Pianistin. Sie ist die jüngere Schwester von Danae Dörken.

## Leben
Kiveli Dörken erlernte mit fünf Jahren in Düsseldorf das Klavierspiel bei Marina Kheifets in der Musikschule Subito. Mit ihrer Schwester Danae Dörken trat sie oft als Duo auf. Sie wurde in den Jahren 2003 bis 2012 von Karl-Heinz Kämmerling an der Hochschule für Musik und Theater in Hannover unterrichtet, nach dessen Tod bei Lars Vogt.
Mit fünf Jahren war Kiveli Dörken als jüngste Finalistin Preisträgerin beim „Internationalen Steinway Wettbewerb“ in Hamburg. Es folgten Auszeichnungen und 1. Preise beim Wettbewerb Grotrian-Steinweg in Braunschweig, beim Bundeswettbewerb Jugend musiziert, beim „Internationalen EPTA-Wettbewerb“ in Kroatien und beim Internationalen Klavierwettbewerb um den Rotary-Jugend-Musikpreis. Sie ist Stipendiatin der GEDOK, der „Werner Richard – Dr. Carl Dörken Stiftung“, des Kammermusikfestivals „Spannungen“, der „Deutschen Stiftung Musikleben“ und der „Internationalen Musikakademie Liechtenstein“.
Mit acht Jahren gab sie ihr erstes Orchesterkonzert und konzertierte seitdem regelmäßig in Deutschland, Frankreich, Österreich, Liechtenstein, Italien, Spanien, Großbritannien, Griechenland, China und den USA. 2005 filmte sie der Fernsehsender „ARTE“ unter dem Thema „...früh übt sich“ und 2009 der WDR. 2007 spielte sie in der Münsterhalle für den Dalai Lama. 2009 spielte sie – auf Einladung der Deutschen Stiftung Musikleben – in Washington, D.C. für die Bundeskanzlerin Angela Merkel.
Kiveli Dörken spielt auch heute häufig zusammen mit ihrer älteren Schwester Danae Dörken, die ebenfalls Schülerin von Karl-Heinz Kämmerling war.
2015 gründete Kiveli Dörken mit ihrer Schwester Danae das Molyvos International Music Festival (MIMF) auf der Insel Lesbos, das seither alljährlich stattfindet.
2017 nahm sie am Kissinger Klavierolymp teil.
Für die 2019 erschienene CD wurde Kiveli Dörken zusammen mit dem Franz Ensemble in der Kategorie „Innovative Audioproduktion des Jahres“" der Opus Klassik 2020 verliehen.

## Diskographie
- 2013 Internationale Musikakademie im Fürstentum Liechtenstein. Vol. 1. Komponisten: Rachmaninow, Rheinberger, Kapustin, Brahms, Paganini, Chatschaturjan, Dvořák, Sollima, Popper. Zusammen mit Sho Akamatsu, Violine – Latica Aniä, Violoncello – Levon Avagyan, Klavier – Kristaps Bergs, Violoncello – Adrien Boisseau, Viola – Andreas Domjanic, Klavier, – Danae Dörken, Klavier – Mario Häring, Klavier – Benjamin Lai, Violoncello – Marin Maras, Violine – Sara Plank, Violine – Nadja Reich, Violoncello – Astrig Siranossian, Violoncello – Kian Soltani, Violoncello – Payam Taghadossi, Violoncello – Zita Varga, Violoncello – Kristina Winiarski, Violoncello. Ars Produktion.
- 2018 Heimbach Chamber Music Festival 2015. Gershwin: 3 Preludes für Saxophon & Klavier, +Poulenc: Sonate für Horn, Trompete & Posaune; Trio für Oboe, Klavier & Fagott, Eychenne: Cantilene et Danse, +Lutoslawski: Partita für Violine & Klavier Zusammen mit Lars Vogt, Asya Fateyeva, Sybille Mahni, Peter Dörpinghaus. CAvi
- 2018: Josef Suk: Klavierquartett Nr. 1, Dvorak: Klaviertrio Nr. 2, Zusammen mit Martin Helmchen, Antje Weithaas, Vicki Powell, Maximilian Hornung, Christian Tetzlaff. CAvi.
- 2019: Ferdinand Ries: Sextett op. 142 für Harfe, Klavier, Klarinette, Fagott, Horn, Kontrabass; Trio für Streichtrio WoO 70 Nr. 2, Trio für Violine, Viola und Violoncello e-moll WoO 70 Nr. 2, Oktett für Klavier, Klarinette, Horn, Fagott, Violine, Viola, Violoncello und Kontrabass As-Dur op. 128. Zusammen mit dem Franz Ensemble. MDG.
- 2020: Josef Suk: Klavierquintett G-moll Opus 8, Zivotem a snem (Erlebtes und Erträumtes) Opus 30 - Zehn Stücke für Klavier. Zusammen mit Christian und Tanja Tetzlaff, Florian Donderer, Timothy Ridout. Ars Produktion.